# Königshof Balgstädt
Der Königshof Balgstädt war ein Königshof in der heutigen Gemeinde Balgstädt im Burgenlandkreis im Süden von Sachsen-Anhalt. Für die Jahre 943, 975 und 1013 sind Aufenthalte und Regierungshandlungen ostfränkischer Könige belegt. Die genaue Lage des Hofes ist nicht bekannt.

## Der Ort im frühen Mittelalter
Im Breviarium sancti Lulli wurde Balgestat erstmals als ein auch von Slawen besiedelter Ort erwähnt. Dem Güterverzeichnis ist zu entnehmen, dass der Ort bereits vor 775 dem Kloster Hersfeld übergeben worden war. In dem zwischen 880 und 899 entstandenen Hersfelder Zehntverzeichnis wird die Siedlung als im königlichen Besitz genannt. Der Zehnt stand dem Kloster Hersfeld zu.

## Ottonischer Königshof
Erstmals im Besitz des ottonischen Königshauses erscheint Balgesteti im Jahr 943, als Otto der Große am 24. Mai in einer hier ausgestellten Urkunde dem Abt Hadamar für dessen Kloster Fulda Immunität und Schutz bestätigte. Der Reiseweg, der Grund und die Dauer des Aufenthaltes des Königs in Balgstädt sind nicht bekannt. Ein Zusammenhang mit der nahegelegenen Pfalz in Memleben kann nur vermutet, aber nicht belegt werden.
Der nächste nachweisbare Aufenthalt eines Königs in Balgestete fällt in den Sommer 975. Dabei ließ Ottos Sohn und Nachfolger Otto der II. eine Urkunde ausstellen, mit welcher er bezeugte, dass er seiner Schwester Mathilde, erste Äbtissin des Stifts Quedlinburg, eine Hufe in Gusau und den dort ansässigen Hörigen Macil zusammen mit seiner Frau geschenkt und nun auf deren Bitten dem Bistum Merseburg zugeeignet habe.
Letztmals weilte mit Heinrich II. im Herbst 1013 ein König in Balgstädt. Eine Urkunde, mit der Heinrich dem Bistum Merseburg auf Bitten des Bischofs Dietmar das Erblehen des Bebo und seines Sohnes Walech in Oßmannstedt schenkte, wurde am 22. September in Balgerstedi ausgestellt.
Das Jahr 1032 brachte für Balgstedt einen bedeutsamen Besitzwechsel, als Kaiser Konrad II. den Königshof mit allem Zubehör zu freiem Verfügungsrecht dem Bistum Naumburg schenkte, dessen Sitz erst wenige Jahre zuvor unter seiner Herrschaft aus Zeitz in das wenige Kilometer von Balgstädt entfernte Naumburg verlegt worden. Balgstädt wird dabei als „unser Königshof im Gau Thüringen in der Grafschaft des Madelgoz“ genannt.

## Hochmittelalter
Das weitere Schicksal des Hofes ist nicht bekannt. 1152 erscheinen mit den Brüdern Ulrich und Friedrich die ersten Vertreter der Ministerialenfamilie von Balgstedt im Dienst der Naumburger Bischöfe. Ob sie den ehemaligen Königshof oder ein anderes Gut zu Lehn trugen, kann nicht sicher gesagt werden.
Die Wasserburg Balgstedt war Burglehen der Neuenburg. 1397 wurde sie von den Thüringer Landgrafen Friedrich IV. dem Streitbaren und Wilhelm I. dem Einäugigen gebrochen und abgetragen. Die Ministerialen von Balgstedt, die Landfriedensbruch und Straßenräuberei begangen haben sollen, wurden vertrieben.

## Lokalisierung
Von der archäologischen und historischen Forschung werden zwei viereckige Burgstellen mit umgebendem Wassergraben hypothetisch mit dem Königshof verbunden. Beide Befestigungen dürften jedoch erst in jüngerer Zeit entstanden sein. Ob sie an der Stelle des älteren Hofes mit dem Steinhaus errichtet wurden, muss daher offenbleiben.
Das ehemalige Rittergut Balgstädt liegt im Norden des Dorfes am Übergang der Unstrutaue in das langsam nach Süden ansteigende Gelände. Das rechteckige Schlossgelände war von einem gleichlaufenden Graben umgeben. Hier wird die Wasserburg der Familie von Balgstedt vermutet.
Nordwestlich des Gutes liegt zwischen dem Dorf und der Eisenbahnstrecke eine weitere unregelmäßige, viereckige Burgfläche, die mit einem zum Teil noch mit Wasser gefüllten, schmalen Graben umgeben ist und den Flurnamen Wahl trägt. Geländeform und Flurname sind typisch für eine Turmhügelburg, wie sie seit dem 13. Jahrhundert in Mitteldeutschland in großer Zahl angelegt wurden. Paul Grimm verband diese Befestigung mit dem in den schriftlichen Quellen genannten hochmittelalterlichen Königshof, schränkte dies jedoch mit dem Zusatz „ob zugehörig?“ ein.